# Liste der Kulturgüter im Bezirk Lugano
Die Liste der Kulturgüter im Bezirk Lugano enthält alle Objekte in den Gemeinden des Bezirks Lugano im Kanton Tessin, die gemäss der Haager Konvention zum Schutz von Kulturgut bei bewaffneten Konflikten, dem Bundesgesetz vom 20. Juni 2014 über den Schutz der Kulturgüter bei bewaffneten Konflikten sowie der Verordnung vom 29. Oktober 2014 über den Schutz der Kulturgüter bei bewaffneten Konflikten unter Schutz stehen.

## Kulturgüterlisten der Gemeinden
- Agno
- Alto Malcantone
- Aranno
- Arogno
- Bedano
- Bioggio
- Bissone
- Brusino Arsizio *
- Cademario
- Cadempino
- Canobbio *
- Capriasca
- Caslano
- Collina d’Oro
- Comano
- Cureglia *
- Grancia
- Gravesano *
- Lamone
- Lema
- Lugano
- Magliaso
- Manno *
- Massagno
- Melide
- Mezzovico-Vira
- Monteceneri
- Morcote
- Muzzano
- Neggio
- Origlio
- Paradiso
- Porza
- Ponte Capriasca
- Pura
- Savosa *
- Sorengo
- Torricella-Taverne
- Tresa
- Val Mara
- Vernate
- Vezia
- Vico Morcote

* Diese Gemeinde besitzt keine Objekte der Kategorien A oder B, kann aber (zzt. nicht dokumentierte) C-Objekte besitzen